# Buyout
"Buyout" es el sexto episodio de la quinta temporada de la serie dramática de televisión estadounidense Breaking Bad, y el episodio 52 en general de la serie. Escrito por Gennifer Hutchison y dirigido por Colin Bucksey, se emitió originalmente en AMC en los Estados Unidos el 19 de agosto de 2012.

## Trama
Al regresar del atraco al tren, Walter, Mike y Todd destruyen la motocross que pertenece al niño muerto, identificado más tarde como Drew Sharp y disuelven en ácido su cadáver. Mientras Todd y Jesse fuman afuera, Todd descarta la tragedia con ligereza, lo que lleva a un Jesse indignado a golpearlo. Después de un acalorado debate donde Todd justifica su acto, Walt, Jesse y Mike acuerdan perdonarle la vida y mantenerlo en la nómina de Vamonos Pest, para monitorearlo.
La DEA comienza a vigilar a Mike, lo que lo lleva a dejar la operación de metanfetamina de Walt, junto con Jesse, quien está angustiado por la muerte de Drew. Le proponen una idea a Walt para vender la metilamina robada, por un valor de $5 millones para cada uno. Mike contacta a un traficante de metanfetamina rival que opera en Phoenix que está ofreciendo comprar la metilamina para tener una mayor participación de mercado, ya que eliminaría toda la metanfetamina azul de las calles. Walt se niega a vender la metilamina, ya que se puede convertir en metanfetamina por valor de $300 millones, lo que también impide que Jesse y Mike vendan su parte.
En otra parte, mientras visita a Holly, Skyler, en lágrimas, se siente tentada a confesarse con Marie, pero se detiene cuando Marie revela su conocimiento de la aventura de Skyler con Ted. Marie cree erróneamente que esta es la razón de la angustia mental de su hermana.
Jesse llega a la casa de Walt para tratar de hacerlo cambiar de opinión. Walt rechaza la oferta, comparando tal venta con lo que le pasó con Gray Matter Technologies. Décadas antes, Walt había vendido sus acciones en Gray Matter por $5,000 cuando la compañía ahora vale más de $ 2 mil millones. Le dice a Jesse que no está en el negocio de la metanfetamina ni en el negocio del dinero, sino en el "negocio del imperio". Skyler llega a casa y Walt insiste en que Jesse se quede a cenar, lo que provoca una comida incómoda.
Walt, creyendo que le quitaran lo que le pertenece, intenta esconder la metilamina, pero Mike anticipa el movimiento y retiene a Walt en las oficinas de Vamonos Pest. Mike y Saul Goodman se reúnen con Hank y Gomez en la DEA para informarles que Mike ha obtenido una orden judicial que impide que lo sigan vigilando. Mientras tanto, Walt se libera de sus ataduras y esconde la metilamina antes de que Mike regrese. Cuando llega Mike, amenaza con matar a Walt, pero Jesse lo interrumpe y le dice que Walt tiene un plan para que los tres obtengan su dinero.

## Recepción

### Calificaciones
"Buyout" fue visto por 2,81 millones de espectadores y recibió una calificación de 5 entre los espectadores de 18 a 49 años.

### Recepción de la crítica
Donna Bowman de The AV Club le otorgó una calificación A y lo calificó como un "episodio destacado" por cómo "muestra a Walter ofreciendo dos lados de la verdad de su vida". Seth Amitin, que escribe para IGN, calificó el episodio con un 8,5 sobre 10 y agregó que "le encanta que este programa aún trate el impacto emocional de los propios líos [de los personajes]". Sin embargo, Sean T. Collins de Rolling Stone sintió que el episodio "tropezó" cuando se trataba de un "drama convincente en el que todos los involucrados actúan con carácter y dentro de los límites del comportamiento humano razonable y reconocible". Alan Sepinwall de HitFix pensó que "Buyout" fue "un poco más confuso" en comparación con los episodios anteriores, y agregó: "Hay componentes individuales increíbles: la secuencia previa a los créditos, el soplete improvisado de Walt, incluso otra comida incómoda en la Casa Blanca - pero no trabajaron del todo juntos".
Aaron Paul fue nominado al premio Primetime Emmy como actor de reparto destacado en una serie dramática por su actuación en este episodio.
En 2019, The Ringer clasificó a "Buyout" en el puesto 42 de su ranking de episodios de la serie.